# كولم توبين
كولم توبين (بالإنجليزية: Colm Tóibín)‏ (المولود في 30 مايو 1955)، روائي وكاتب قصص قصيرة ومقالات ومسرحيات وصحفي وناقد وشاعر أيرلندي.
يعمل توبين حاليًا كأستاذ للعلوم الإنسانية في قسم آيرين وسيدني بي. سيلفرمان في جامعة كولومبيا في مانهاتن، وقد خلف مارتن أميس كأستاذ الكتابة الإبداعية في جامعة مانشستر. عُين كولين أيضًا عميدًا فخريًا لجامعة ليفربول عام 2017.
دُعي بلقب «بطل الأقليات» من قبل مديرة مجلس الآداب الأيرلندي ماري كلوك عندما حصل على جائزة ’بِن’ الأيرلندية عام 2011، في العام ذاته صنف جون نوتون من صحيفة ذا أوبزرفر توبين ضمن ثلاثمئة شخص بريطاني يمثلون «رموزًا عامة تقود مسارنا الثقافي» على الرغم من كونه أيرلنديًا.

## كتاباته
أتبع توبين بروايته الجنوب التي نشرت عام 1990 رواية أخرى عنوانها احتراق الخلنجية عام 1992 ثم قصة الليل عام 1996 والمنارة العائمة في بلاكووتر عام 1999. تمثل روايته الخامسة التي حملت عنوان السيد (2005) تصويرًا لأجزاء من حياة الكاتب الشهير هنري جيمس. كتب توبين عددًا من الكتب غير الخيالية مثل: حقد دفين: نزهة على الحدود الأيرلندية عام 1994 (أُعيدت طباعته عن النسخة الأصلية الصادرة عام 1987) وعلامة الصليب: رحلة في أوروبا الكاثوليكية الذي صدر عام 1994.
كتب توبين مجموعتين من القصص القصيرة. عنوان المجموعة الأولى التي نُشرت عام 2006 هو أمهات وأبناء، وهي -كما يقترح العنوان- تعالج موضوع العلاقات بين الأمهات وأبنائهن. حصلت المجموعة على مراجعات إيجابية (من بينها بيكو أير من صحيفة ذا نيويورك تايمز). نُشرت مجموعته الثانية والأوسع بعنوان العائلة الفارغة عام 2010، ودخلت في القائمة المختصرة في الترشيحات لجائزة فرانك أوكونر الدولية للقصة القصيرة عام 2011.
أُديت مسرحية الجمال في مكان محطم لتوبين في مدينة دبلن الأيرلندية في أغسطس من عام 2004. استمر في العمل كصحفي داخل أيرلندا وخارجها، إذ كتب لمجلة لندن ريفيو أوف بوكس وعدد من الصحف والمجلات الأخرى. إلى جانب ذلك حصل على شهرة كناقد أدبي: أشرف على تحرير كتاب عن الشاعر الأيرلندي المعاصر بول دوركان بعنوان صبي الشاي من كيلفنورا عام 1997 وكتاب بينغوين لأدب الخيال الأيرلندي عام 1999؛ كما كتب المكتبة المعاصرة: أفضل 200 كتاب باللغة الإنجليزية منذ 1950 في عام 1999 بالاشتراك مع كارمن هيل. كتب أيضًا مجموعة من المقالات بعنوان الحب في عصر مظلم: حياة المثليين منذ وايلد حتى ألمودوبار عام 2002 ودراسة عن الكاتبة المسرحية الأيرلندية أوجاستا المعروفة باسم ليدي جريجوري، كانت هذه الدراسة بعنوان فرشاة أسنان ليدي جريجوري.

## روابط خارجية
- كولم توبين على موقع IMDb (الإنجليزية)
- كولم توبين على موقع الموسوعة البريطانية (الإنجليزية)
- كولم توبين على موقع مونزينجر (الألمانية)
- كولم توبين على موقع ألو سيني (الفرنسية)
- كولم توبين على موقع أول موفي (الإنجليزية)
- كولم توبين على موقع قاعدة بيانات برودواي على الإنترنت (الإنجليزية)
- كولم توبين على موقع قاعدة بيانات الفيلم (الإنجليزية)
- كولم توبين على موقع كينوبويسك (الروسية)